# 六齿卷耳
六齿卷耳（学名：Cerastium cerastoides）为石竹科卷耳属的植物。分布在小亚细亚、西伯利亚、伊朗、蒙古、阿富汗、喜马拉雅山区、欧洲、北美、格陵兰、中亚、印度以及中国大陆的辽宁、西藏、吉林、新疆等地，生长于海拔1,050米至5,100米的地区，一般生长在山谷水边草地上。

## 异名
- Cerastium cerastioides (L.) Britt. var. lanceolatocalyx Y. Hazit
- Dichoton cerastioides (L.) Reich.